# Hideaki Tomiyama
Hideaki Tomiyama (富山 英明, Tomiyama Hideaki) est un lutteur japonais spécialiste de la lutte gréco-romaine né le 16 novembre 1957.

## Biographie
Hideaki Tomiyama participe aux Jeux olympiques d'été de 1984 à Los Angeles dans la catégorie des poids mouches et remporte la médaille d'or.